# 도게역
도게역(일본어: 峠駅)은 일본 야마가타현 요네자와시에 위치한 동일본 여객철도 오우 본선의 철도역이다. 섬식 승강장 1면 2선을 가진 지상역이자, 요네자와역 관리의 무인역이다.

## 역 주변
- 나메가와 온천
- 우바유 온천

## 역사
- 1899년
  - 5월 15일 : 오우미나미 선 후쿠시마 - 요네자와 간 개업과 함께, 도게 신호소를 설치.
  - 8월 1일 : 여객 역으로 격상해, 도게역 개업.
- 1984년 12월 1일 : 무인화.
- 1987년 4월 1일 : 일본국유철도 분할 민영화에 의해, 동일본 여객철도의 역이 됨.
- 1990년 9월 1일 : 야마가타 신칸센 개업과 함께 스위치 백을 폐지해, 승강장을 본선으로 이동.

## 인접 역
| 동일본 여객철도 오우 본선 | 동일본 여객철도 오우 본선 | 동일본 여객철도 오우 본선 |
| ------------------------- | ------------------------- | ------------------------- |
| 이타야 후쿠시마 방면      | ■ 야마가타 선             | 오사와 요네자와 방면      |